# 13822 Stevedodson
13822 Stevedodson eller 1999 VV17 är en asteroid i huvudbältet som upptäcktes den 2 november 1999 av Spacewatch vid Kitt Peak-observatoriet. Den är uppkallad efter den kanadensiske amatörastronomen Steve Dodson.